# Apolonio de Trales
Apolonio de Trales fue un escultor del siglo II o siglo I a. C. de la Antigua Grecia.
La obra que ha llegado a nuestros días y por la que le conocemos es el grupo escultórico conocido por el Toro Farnesio. Este nombre se le dio por pertenecer a la colección de arte de la familia Farnesio en el Palacio Farnesio de Parma. 
Hoy en día se guarda en  el Museo Arqueológico Nacional de Nápoles. 
Esta obra representa el castigo de Dirce por Anfión y Zeto. 
La obra la hizo conjuntamente con su hermano Taurisco de Trales.